# Scontrone
Scontrone è un comune italiano di 533 abitanti della provincia dell'Aquila in Abruzzo.

## Geografia
Il territorio fa parte del bacino dell'Alto Sangro.

## Storia

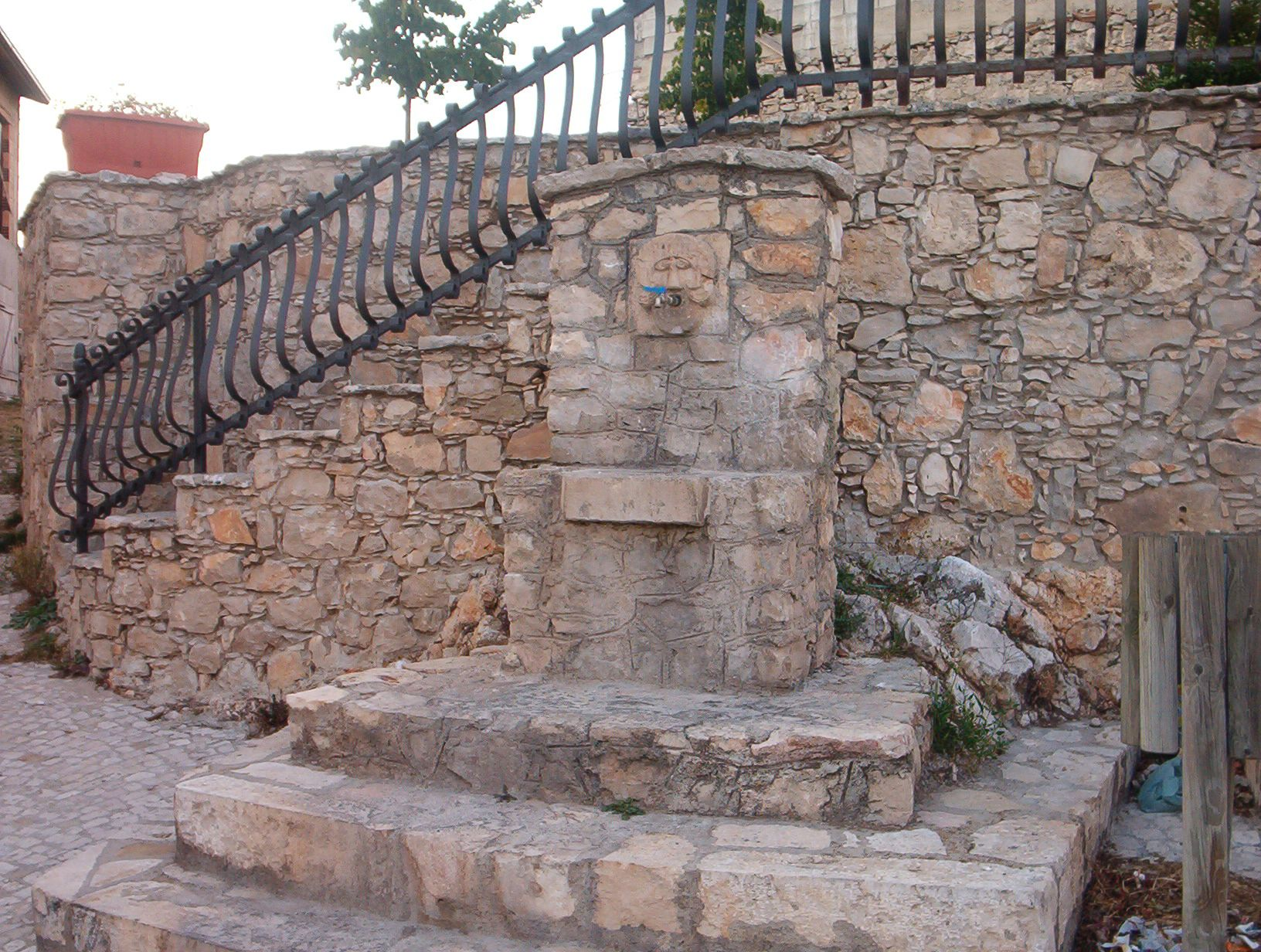
Fontana medievale

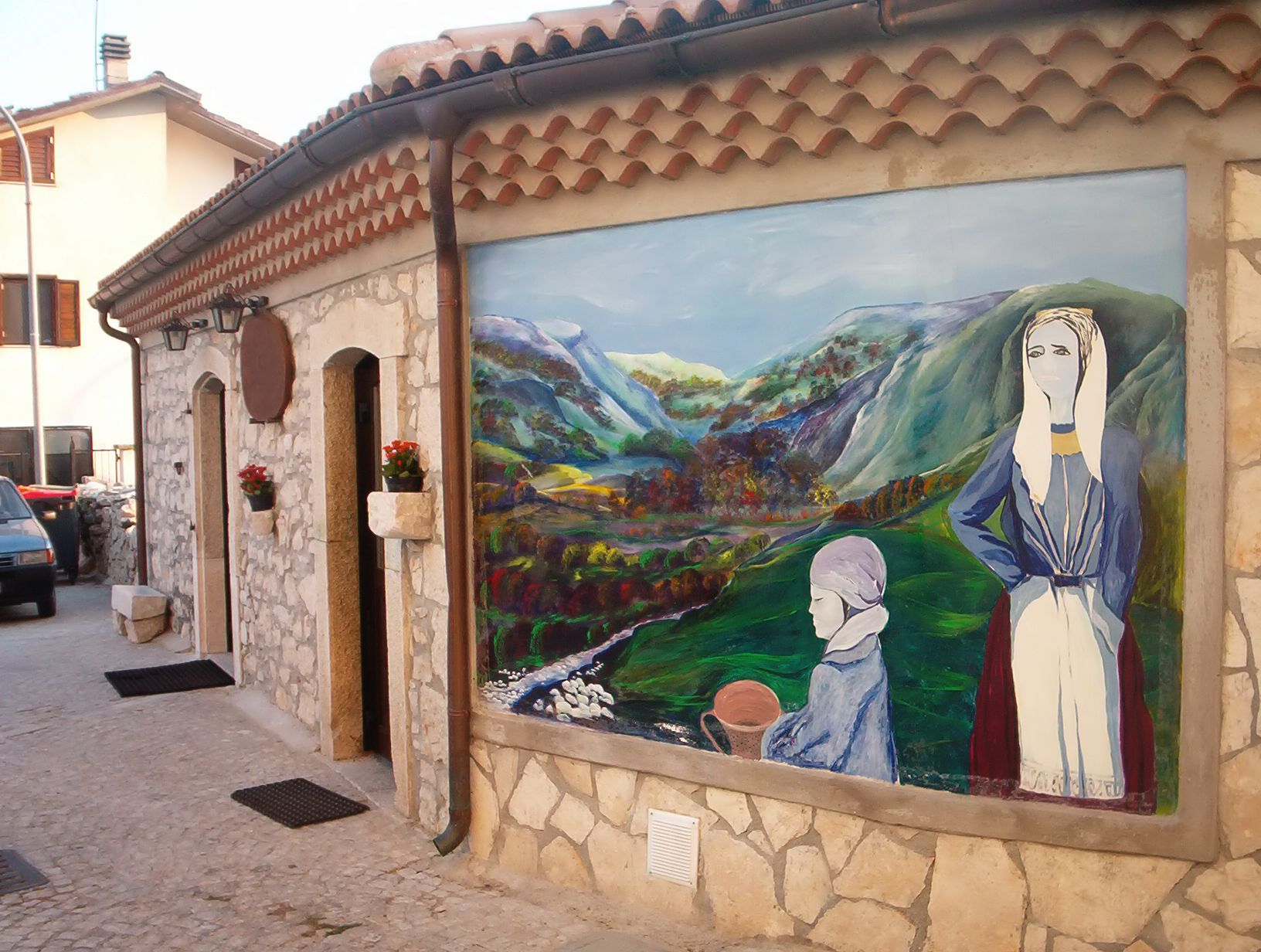
Uno dei "murales" di Scontrone

Il sito geografico su cui è posto Scontrone risulta geologicamente interessante per le notizie che offre a partire dal periodo miocenico. Indagini condotte dall'Università di Firenze e dalla Soprintendenza Archeologica di Chieti, hanno portato alla scoperta di resti di fauna diversa da quella finora conosciuta per il Miocene italiano, ma che rivela tuttavia affinità con la fauna miocenica del Gargano. Nel periodo sannita e poi romano le vicende del territorio di Scontrone sono strettamente legate a quelle di Aufidena. Durante i lavori di costruzione della strada che collega Alfedena a Scontrone, nel maggio del 1877, vennero alla luce alla periferia di Alfedena, in contrada Consolino, alcune tombe italiche dotate di ricchi corredi funebri che portarono alla scoperta di una vasta necropoli.
Dopo le guerre sannitiche si registra una progressiva espansione delle popolazioni peligne, alleate dei romani, verso sud e quindi in direzione del corso del Sangro, il quale costituirà in seguito un costante punto di riferimento per le divisioni territoriali che si formeranno a seguito delle invasioni barbariche. In particolare il corso del fiume diventa la linea di confine fra i ducati longobardi di Benevento, cui è ascritta Scontrone, e di Spoleto. Le incursioni dei Saraceni, particolarmente audaci e cruente durante il X secolo, provocano la fuga delle popolazioni, organizzate in insediamenti sparsi denominate ville, verso le alture. Sorgono così castelli e centri fortificati, fenomeno sociale ben messo in evidenza nel Chronichon Vulturnensis.
Le elevate montagne che proteggono il territorio di Scontrone hanno da sempre influito sullo sviluppo dell'economia e della cultura del popolo che lo abitano. Nel tardo medioevo, nelle immediate vicinanze soggiornò quel frà Pietro Angelerio che tornò diversi anni dopo, col nome di papa Celestino V. A Scontrone è praticato il culto a San Michele Arcangelo che sostituisce quello pagano di Ercole. Con la diffusione del cristianesimo ad Ercole, nel ruolo di divinità prediletta dal mondo pastorale centro-meridionale, subentrò l'Arcangelo Michele. Nella devozione popolare, egli fu rappresentato come un giovane santo-guerriero, uccisore del dragone, cioè debellatore delle forze maligne. In sostanza, dunque, anch'egli un eroe cultuale come l'Ercole precristiano.
La strettissima analogia iconografica che collega le due divinità dimostra come nella religiosità popolare abruzzese il culto di Ercole si sia conservato pressoché intatto, semplicemente subentrando nella nuova cornice rituale cristiana e trasferendo sull'Arcangelo Michele gli attributi propri della divinità precedente, infatti, l'iconografia rimarrà simile. L'origine del toponimo, alquanto incerta fino a pochi anni fa, è stata di recente ben messa in luce dall'Istituto di Glottologia dell'Università di Chieti. Si tratta probabilmente di un antroponimo di origine germanica, probabilmente longobarda, dato il culto locale per Sant'Angelo, indicante possessore del territorio e cioè ex Guinterio, Squinterio con formazione dell'aggettivo prediale Squinteriano e infine Squintrione.
Durante i terribili anni della seconda guerra mondiale Scontrone e i suoi abitanti si trovano proprio sulla Linea Gustav, la linea del fronte che separava l'esercito tedesco da quello anglo-americano. Nel 1968, il paese ha fatto da set televisivo allo sceneggiato della Rai Il segreto di Luca di Ottavio Spadaro, basato sull'omonimo romanzo di Ignazio Silone.
Scontrone è stato duramente colpito dai terremoti, a partire da quello del 3 novembre 1706 fino al più recente dell'11 maggio 1984, che ha avuto come epicentro l'Alto Sangro e ha provocato danni ingenti in tutta l'area del Parco Nazionale d'Abruzzo, Lazio e Molise. Tuttavia il paese ha saputo guarire subito le ferite causate dall'ultimo sisma e oggi appare nella sua veste consueta.

## Monumenti e luoghi di interesse

### Architetture religiose
Chiesa parrocchiale di Santa Maria Assunta
Risale al XIII secolo, anche se ha avuto rimaneggiata rimaneggiamenti dopo vari terremoti, specialmente per il terremoto della Maiella del 1706. La chiesa è caratterizzata da una facciata classica barocca, con elementi rinascimentali nei riccioli della cornice del portale in pietra bianca. In alto c'è una nicchia con la statua della Vergine. Il campanile è ricavato da una torre di controllo, a pianta quadrata con due grossi archi per le campane. L'interno a navata unica è molto raccolto, caratterizzato da cappelle con statue di Santi dipinti a mano.
Chiesa di Sant'Antonio
Sant'Antonio Abate è molto venerato nel paese e nella vicina Alfedena, infatti è dedicatario della chiesa secondaria di Scontrone, risalente circa al XIII secolo. La cappella in pietra ha facciata molto semplice a capanna, con tetto spiovente in legno, affiancata da un campanile turrito. L'interno a navata unica ugualmente è molto sobrio. Il 17 gennaio vi si svolge la processione delle tentazioni di Sant'Antonio, con il falò sulla piazza.

### Siti archeologici
Il Centro di Documentazione Paleontologico è dedicato al sito fossilifero situato a circa 1180 metri s.l.m. sulle pendici del Monte Greco, posto a nord dell'abitato di Scontrone.
Il sito, scoperto nel 1991 da un abitante del luogo, si caratterizza per l'eccezionale presenza di ossa e denti di vertebrati terrestri concentrati in calcareniti e marne del Tortoniano inferiore (Miocene superiore), databili attorno a 10 milioni di anni fa.
I reperti fossili di Scontrone appartengono prevalentemente a resti di artiodattili primitivi e a rettili, quali coccodrilli e tartarughe palustri. È inoltre presente un insettivoro gigante.
I resti si sono accumulati in ambienti di pianura costiera, canale di marea, palude e laguna periodicamente soggetti a tempeste, in condizioni di clima caldo umido subtropicale. Il particolare ambiente di deposizione e le condizioni venutesi a creare dopo il seppellimento hanno favorito la conservazione e successiva fossilizzazione dei resti ossei.
La fauna di Scontrone è molto bizzarra, ma non è unica. Una compagine molto simile, seppure più recente, fu rinvenuta negli ultimi anni '70 dello scorso secolo nel Gargano, in Puglia. È dunque lecito parlare di una comunità apulo-abruzzese.
I componenti senz'altro più curiosi di questa fauna sono gli artiodattili. Tutti i ruminanti di Scontrone e del Gargano appartengono alla famiglia degli Hoplitomerycidae e al genere Scontromeryx. Questa famiglia si distingue da altri artiodattili sia per il fatto che alcuni dei suoi rappresentanti avessero il cranio munito di quattro corna, di un unico corno centrale o di canini superiori a zanna (da cui il nome del genere, che significa infatti "ruminanti armati"), sia per alcune singolari saldature tra le ossa dei loro arti posteriori.
Nel corso degli anni sono state recuperate moltissime ossa di hoplitomericidi, fra le quali numerose mandibole, denti isolati, frammenti di cranio ed altre parti dello scheletro. Il campione, al momento, attesta la presenza di sei diverse specie, che hanno la caratteristica di condividere molti tratti morfologici, pur essendo nettamente differenziate in termini di struttura dentaria e proporzioni degli arti. Le sei specie sono dunque derivate da uno stesso ceppo progenitore, ma esprimono anche l'adattamento ad ambienti diversi, relativamente ampi, compresi in un'area abbastanza estesa.
La presenza di tartarughe palustri e di coccodrilli conferma la presenza di acqua, sia dolce che salmastra, e di un clima caldo umido subtropicale. Alcuni frammenti di guscio di tartaruga appartengono a Mauremys, un genere attualmente estinto in Italia, ma che sopravvive ancora nelle penisole Iberica e Balcanica, nonché in aree extraeuropee. L'ultima scoperta, di grandissimo valore scientifico, è quella di due denti di insettivoro gigante primitivo, Deinogalerix, che significa “Porcospino terribile”.
L'insieme delle informazioni paleontologiche e geologiche indica che le faune terrestri abbiano colonizzato l'area provenendo dall'Europa centrale, passando dai Balcani ed infine raggiungendo l'antica terra apulo-abruzzese attraverso una striscia di terra temporaneamente emersa tra la Dalmazia, le Tremiti ed il Gargano, nel tardo Oligocene cioè circa 29 milioni di anni fa. La presenza, durante il Miocene superiore, di ungulati ed insettivori simili in Abruzzo e in Puglia porta a ipotizzare l'esistenza di un'antica terra emersa apulo-abruzzese.
Ma i diversi adattamenti espressi da tutte queste specie indicano che la bioprovincia apulo-abruzzese era caratterizzata da condizioni ambientali molto varie e/o che fosse un arcipelago formato da ampie isole.
Le ricerche indirizzate a chiarire i modi di formazione dei giacimenti fossiliferi sono note come analisi “tafonomiche”. La “Tafonomia” comprende l'insieme dei processi cui sono esposti i resti organici dal momento della morte a quello della loro eventuale fossilizzazione.
Nel caso di Scontrone è stata quindi avviata un'accurata indagine tafonomica per scoprire come si è originato l'accumulo di ossa. I risultati delle indagini hanno consentito di accertare che i resti non sono in giacitura primaria. In altri termini, sarebbero stati riesumati per erosione marina da un primo seppellimento, risedimentati e risepolti. L'analisi paleobiologica sui resti, soprattutto su quelli degli hoplitomerycidi che sono i più numerosi e che quindi forniscono un maggior numero di evidenze, ha rivelato che gli individui sono stati uccisi tutti insieme da un evento catastrofico.
È plausibile che siano stati investiti da un'alluvione fluviale e che le carcasse siano state poi sepolte nei sedimenti accumulati dalla stessa inondazione in prossimità dell'estuario. Nei sedimenti alluvionali le carcasse sarebbero quindi state ridotte in scheletro dai processi di decomposizione. Questo avveniva quando il mare stava gradatamente avanzando sulle terre emerse. Perciò, dopo un brevissimo tempo geologico, il
mare avrebbe progressivamente eroso i depositi alluvionali, scompaginando gli scheletri che vi erano contenuti, liberando a una a una le ossa e concentrandole nell'area tidale.
Qui i resti avrebbero trovato la loro definitiva sepoltura e avrebbero subito i processi di fossilizzazione che ne hanno assicurato la conservazione fino ai nostri giorni. Nell'ambiente tidale, il progressivo apporto di sedimenti comportò il totale seppellimento dei resti ossei che fino a quel momento erano stati protetti all'interno dei depositi alluvionali del loro primo seppellimento. Ebbero così inizio i processi che portarono alla pietrificazione delle ossa e quindi alla loro “fossilizzazione”. Con il procedere della sedimentazione, mentre si instaurarono anche nuovi ambienti, aumentò il peso al di sopra dello strato contenente i resti di vertebrati, con conseguente costipazione degli stessi. Le acque interstiziali presenti all'interno del sedimento apportarono sostanza minerale che dapprima impregnò i resti ossei ed in seguito arrivò a sostituire anche la sostanza ossea stessa, determinandone la pietrificazione.
Con il passare del tempo geologico i sedimenti litificati degli antichi fondali della laguna di Scontrone furono sollevati e andarono a costituire il versante del rilievo montuoso a ridosso del paese. L'erosione che modellò il versante portò alla luce alcune porzioni degli strati fossiliferi di Scontrone. Questo ne ha permesso la fortuita scoperta. Con lo scavo e gli studi i paleontologi possono quindi ricostruire la storia di quegli antichi protagonisti.
Il Centro di Documentazione “Hoplitomeryx” nasce per valorizzare e divulgare le conoscenze scientifiche acquisite dalle ricerche condotte nel giacimento paleontologico. La prima esposizione risale al 2003. Nel 2006 la struttura museale è stata rinnovata negli spazi espositivi, dotata di una postazione multimediale dove è possibile approfondire i temi illustrati nel museo e arricchita con un diorama di grande suggestione che ricostruisce gli antichi ambienti miocenici di Scontrone.
Nel 1993 il sito è stato dichiarato di particolare interesse scientifico e vincolato dal Ministero per i Beni e le Attività Culturali, ai sensi della ex Legge 1089/39 oggi D.Lgs. 42/2004.

## Società

### Evoluzione demografica
Abitanti censiti

### Cultura
- Centro museale di documentazione e ricerca scientifica di paleontologia

## Amministrazione
| Periodo        | Periodo        | Primo cittadino   | Partito                              | Carica  | Note         |
| -------------- | -------------- | ----------------- | ------------------------------------ | ------- | ------------ |
| 6 giugno 1993  | 27 aprile 1997 | Alfonso Matta     | Lista Civica                         | sindaco | [ 5 ]        |
| 28 aprile 1997 | 13 maggio 2001 | Alfredo Valentini | Lista Civica di Centro-sinistra      | sindaco | [ 6 ]        |
| 14 maggio 2001 | 15 maggio 2011 | Patrizia Melone   | Lista Civica                         | sindaco | [ 7 ] [ 8 ]  |
| 16 maggio 2011 | in carica      | Ileana Schipani   | Lista Civica Alternativa Democratica | sindaco | [ 9 ] [ 10 ] |

### Gemellaggi
- Cambridge (New York)